# Seegefecht bei den Falklandinseln
Das Seegefecht bei den Falklandinseln vom 8. Dezember 1914 fand im Ersten Weltkrieg zwischen dem Deutschen Reich und Großbritannien statt. Das deutsche Ostasiengeschwader unter der Führung von Vizeadmiral Maximilian von Spee hatte zuvor eine britische Flotte vor der Küste Chiles in der Seeschlacht von Coronel besiegt. Nach diesem Erfolg plante von Spee, die britische Marinebasis auf den Falklandinseln anzugreifen. Allerdings war von Spee nicht bewusst, dass die britische Admiralität entschieden hatte, zwei moderne Schlachtkreuzer unter der Führung von Admiral Sir Doveton Sturdee in die Region zu entsenden.

Zunächst überrascht von dem schnellen Auftauchen der Deutschen konnten die Briten ihre überlegene Feuerkraft und Geschwindigkeit zu Geltung bringen. In einem intensiven Gefecht wurden die deutschen Schiffe Scharnhorst, Gneisenau, Leipzig und Nürnberg versenkt. Nur die Dresden konnte entkommen. Auf britischer Seite wurde die Invincible schwer getroffen, konnte aber später repariert werden. Der Sieg der Briten hatte große strategische Auswirkungen, da er die deutsche Präsenz im Südatlantik schwächte und den britischen Einfluss in der Region wiederherstellte.

## Vorgeschichte
Beim Ausbruch des Krieges am 4. August 1914 war mit Ausnahme einiger leichter Kreuzer das einzige deutsche Geschwader, das sich nicht in europäischen Gewässern befand, im westlichen Pazifik stationiert, mit seinem Hauptstützpunkt in Tsingtau. Das Geschwader unter dem Kommando von Vizeadmiral Graf von Spee hatte die Aufgabe, im Falle eines Krieges mit Großbritannien den britischen Handel so weit wie möglich zu schädigen. Die Niederlage bei Coronel am 1. November löste heftige Kritik an der Leistung der Marine aus. Schließlich trat der Erste Seelord Prinz Louis von Battenberg zurück und John Fisher übernahm das Amt erneut.
Um der weiteren Gefahr durch die Deutschen zu begegnen, beorderte Fisher den Schlachtkreuzer Princess Royal in die Karibik, um den Eingang zum Panamakanal zu sichern. Darüber hinaus entsandte er die beiden Schlachtkreuzer Invincible und Inflexible unter Admiral Frederik Doveton Sturdee in den Südatlantik, um das deutsche Kreuzergeschwader zu vernichten. Für Fisher war dies die Bewährungsprobe für die Daseinsberechtigung der Schlachtkreuzer. Am Mittag des 11. November erreichte Sturdee Saint Vincent auf den Kapverdischen Inseln. Von St. Vincent aus sollte er den Atlantik überqueren, um sich bei den Abrolhos-Inseln mit Konteradmiral Stoddart zu treffen und die neuesten Informationen über den Verbleib von Spees sowie neue Anweisungen von der Admiralität zu erhalten. Bei seiner Ankunft bei den Abrolhos am 26. November erhielt er den Befehl, sich nach Süden zu den Falklandinseln zu begeben, die er als Stützpunkt nutzen sollte. Von dort sollte er sich dann zur chilenischen Küste begeben, um in den Kanälen und Buchten Feuerlands nach von Spee zu suchen. Auf seinem Weg nach Süden spürte er deutschen Handelsschiffen nach und stoppte für Schießübungen, was seine Ankunft in Port Stanley verzögerte.

Am 3. Dezember befand sich Sturdee vor dem Rio de la Plata, und da sein Kurs zu den Falkland-Inseln nun immer weiter von der Küste abwich, wuchs die Gefahr, dass die Deutschen ihm entgingen. Am nächsten Tag erhielt er die Nachricht, dass sich von Spee noch immer vor Valparaiso befand. Diese Information war jedoch falsch, denn von Spee hatte Kap Hoorn am 1. Dezember bereits passiert. Anstatt weiterzufahren, kaperte er jedoch den britischen Frachter Drummuir mit 3000 Tonnen Kohle und brachte ihn an einen Ankerplatz vor Picton Island, wo seine Schiffe bis zum 6. Dezember blieben. Da von Spee entweder nichts von Sturdee und seinen Schlachtkreuzern wusste oder dies für eine Täuschung hielt, beschloss er, das britische Geschwader bei den Falkland-Inseln anzugreifen und die dortige Funkstation zu zerstören, bevor er nach Hause zurückkehrte. Am 7. Dezember erreichte Sturdee Port Stanley sehr zur Erleichterung von William Allardyce, dem Gouverneur der Insel, und Heathcoat Grant, Kapitän der Canopus. Letzterer hatte in Erwartung eines Angriffs durch die Admiralität Befehl erhalten, sein Schiff im Eingang des Hafens auf Grund zu setzen. Darüber hinaus hatte er den Eingang von Port William verminen lassen und drei Batterien mit 12-Pfünder-Kanonen aufstellen lassen. Während von Spee auf dem Weg zu den Falklandinseln war, gab er am 7. Dezember folgende Befehle: Die Gneisenau und die Nürnberg werden mit 14 Knoten (25 km/h) zu einem Punkt östlich von Cape Pembroke fahren, von dem aus Stanley Harbour überblickt werden kann. Wenn die Sicht frei ist, wird die Nürnberg bis zum Berkeley Sound aufklären, während die Gneisenau Boote vor Port William absetzt, um die Einfahrt von Minen zu säubern. Die Nürnberg wird dann in Port Stanley einlaufen, Vorräte an Bord nehmen und die Funkstation zerstören. Die Gneisenau folgt ihr bis zum Kanal, der Port William mit Port Stanley verbindet, ankert und schickt eine Abteilung zum Gouverneur mit einem Ultimatum zur Kapitulation.

## Die Geschwader

### Deutschland
| Oberbefehlshaber Maximilian von Spee | Oberbefehlshaber Maximilian von Spee     | Oberbefehlshaber Maximilian von Spee | Oberbefehlshaber Maximilian von Spee | Oberbefehlshaber Maximilian von Spee | Oberbefehlshaber Maximilian von Spee |
| Schiff                               | Kommandant                               | Verluste                             | Verluste                             | Verluste                             | Anmerkungen                          |
| Schiff                               | Kommandant                               | getötet                              | verwundet                            | gesamt                               | Anmerkungen                          |
| ------------------------------------ | ---------------------------------------- | ------------------------------------ | ------------------------------------ | ------------------------------------ | ------------------------------------ |
| Scharnhorst                          | Kapitän zur See Felix Schultz            |                                      |                                      |                                      |                                      |
| Gneisenau                            | Kapitän zur See Julius Maerker           |                                      |                                      |                                      |                                      |
| Nürnberg                             | Kapitän zur See Karl von Schönberg       |                                      |                                      |                                      |                                      |
| Leipzig                              | Fregattenkapitän Johannes Siegfried Haun |                                      |                                      |                                      |                                      |
| Dresden                              | Kapitän zur See Fritz Emil Lüdecke       |                                      |                                      |                                      |                                      |

### Großbritannien
| Oberbefehlshaber Doveton Sturdee | Oberbefehlshaber Doveton Sturdee | Oberbefehlshaber Doveton Sturdee | Oberbefehlshaber Doveton Sturdee | Oberbefehlshaber Doveton Sturdee | Oberbefehlshaber Doveton Sturdee       |
| Schiff                           | Kommandant                       | Verluste                         | Verluste                         | Verluste                         | Anmerkungen                            |
| Schiff                           | Kommandant                       | getötet                          | verwundet                        | gesamt                           | Anmerkungen                            |
| -------------------------------- | -------------------------------- | -------------------------------- | -------------------------------- | -------------------------------- | -------------------------------------- |
| Invincible                       | Kapitän Tufton H. P. Beamish     |                                  |                                  |                                  | Admiral Sturdees Flaggschiff           |
| Inflexible                       | Kapitän Richard F. Phillimore    |                                  |                                  |                                  |                                        |
| Carnarvon                        | Kapitän Harry L. d'E. Skipwith   |                                  |                                  |                                  | Flaggschiff von Konteradmiral Stoddart |
| Cornwall                         | Kapitän Walter M. Ellerton       |                                  |                                  |                                  |                                        |
| Canopus                          | Kapitän Heathcoat Grant          |                                  |                                  |                                  |                                        |
| Kent                             | Kapitän John D. Allen            |                                  |                                  |                                  |                                        |
| Bristol                          | Kapitän Lewis Clinton-Baker      |                                  |                                  |                                  |                                        |
| Glasgow                          | Kapitän John Luce                |                                  |                                  |                                  |                                        |
| Macedonia                        | Kapitän Bertram S. Evans         |                                  |                                  |                                  |                                        |

## Die Schlacht

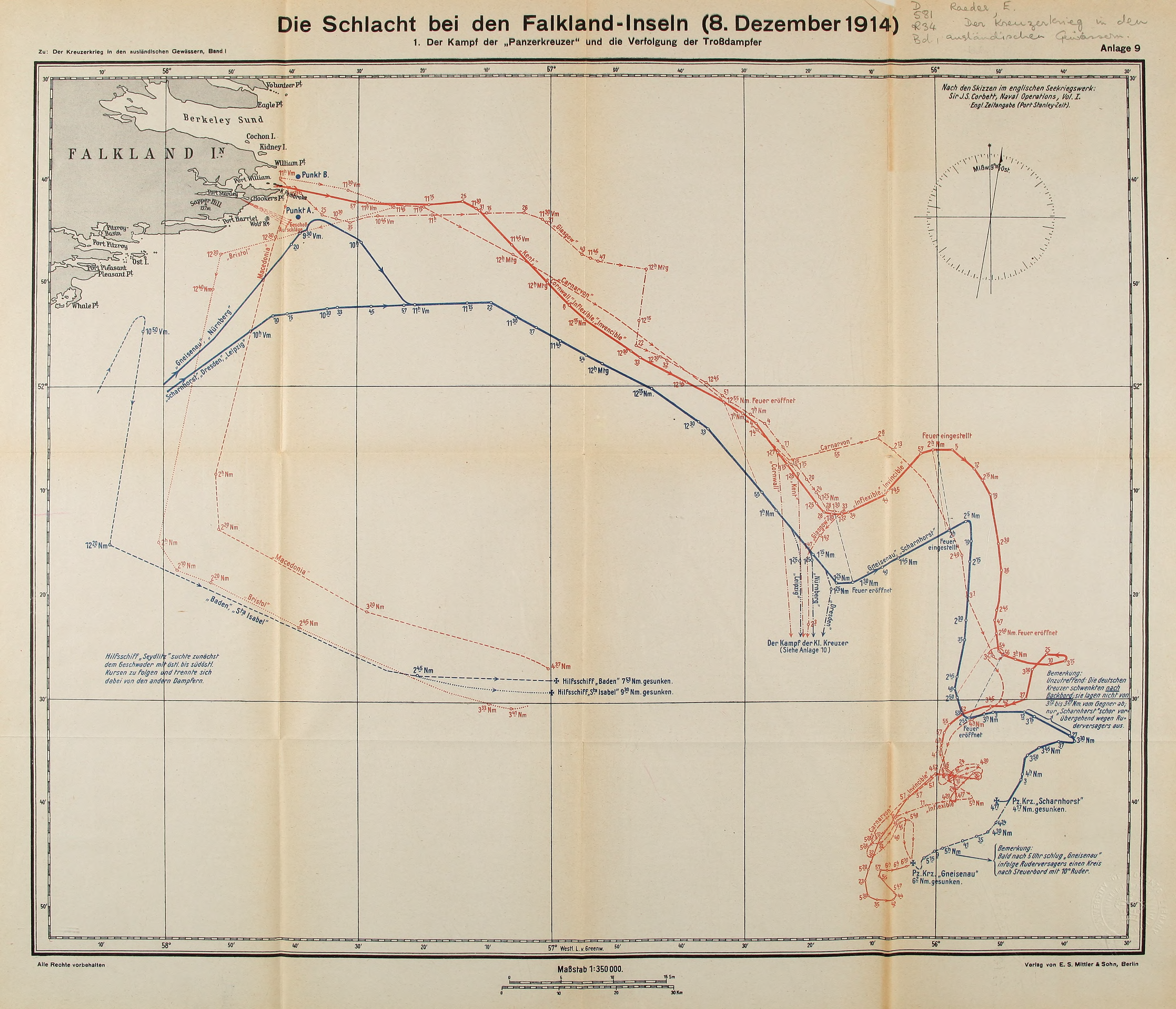
Der Kampf der Panzerkreuzer und die Verfolgung der Troßdampfer

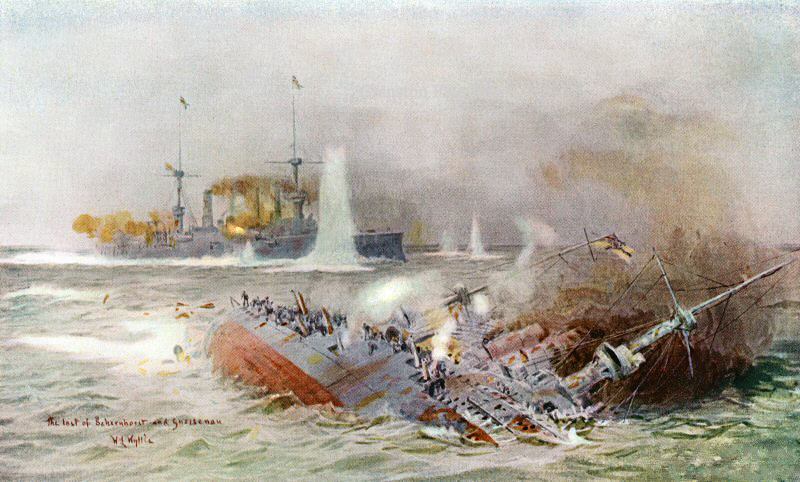
Die sinkende Scharnhorst, dahinter die Gneisenau, Gemälde von William Lionel Wyllie, 1918

Das deutsche Geschwader hatte die Falklandinseln um etwa 02:30 Uhr gesichtet, bevor es selbst um 07:50 Uhr von einer Signalstation entdeckt wurde. Tatsächlich waren es die Gneisenau und die Nürnberg auf ihrer Aufklärungsmission. Die Sichtungen wurden sofort an die Canopus weitergeleitet. Da keine direkte Verbindung zur Invincible möglich war, gab er das Signal „Feind in Sicht“ an die Glasgow weiter, die ein Geschütz abfeuerte, bevor die wichtige Nachricht endlich eintraf. Da das britische Geschwader auf fatale Weise zwischen den beiden Ankerplätzen zerstreut war und fast keines der Schiffe einsatzbereit war, wurden die Briten völlig überrumpelt. Nachdem er das Signal von der Glasgow erhalten hatte, befahl Sturdee der Kent, den Hafen zu verlassen und eine Position zur Deckung der Macedonia am Ende des Hafens einzunehmen. Beide Schlachtkreuzer sollten das Beladen mit Kohle einstellen und sich gefechtsbereit machen. Der Panzerkreuzer Carnarvon sollte sich so schnell wie möglich der Kent anschließen, um in der Lage zu sein, die feindlichen Schiffe anzugreifen, wenn sie Kap Pembroke umrundeten. Die Canopus wurde angewiesen, das Feuer zu eröffnen, sobald sich ein geeignetes Ziel bot, während alle anderen Schiffe den Befehl erhielten, die Kessel zu befeuern, bis sie in der Lage wären, mindestens 12 Knoten (22 km/h) zu erreichen. Weitere Meldungen erreichten Sturdee, in denen von weiteren Rauchsäulen auf See die Rede war, die bald darauf vom Kanonenoffizier der Canopus bestätigt wurden.

Als sich die beiden deutschen Kreuzer näherten, wurden immer mehr Schiffe entdeckt, die Kapitän Maerker an von Spee weitergab. Als jedoch sein Geschützoffizier, Korvettenkapitän Johann Busche, meldete, dass er Dreibeinmasten gesehen habe, das charakteristische Merkmal britischer Großkampfschiffe, entschied sich Maerker, den Bericht seines Untergebenen zu ignorieren und die Information nicht an von Spee weiterzuleiten. Während die Gneisenau und die Nürnberg sich rasch auf die Funkstation in der Nähe des Hooker-Punktes zubewegten, eröffnete die Canopus aus einer Entfernung von 10.000 Metern mit ihren 304-mm-Geschützen das Feuer, ohne jedoch zu treffen. Nachdem er von Spee über Funk mitgeteilt hatte, dass er unter Beschuss geraten war, erhielt Maerker den Befehl, sich zurückzuziehen und sich dem Rest des Geschwaders anzuschließen. Um 09:45 Uhr hatte sich die Glasgow mit der Kent vor der Hafeneinfahrt vereinigt und bildete so einen äußeren Schutzschild, hinter dem der Rest des Geschwaders seine Vorbereitungen für die Schlacht abschließen konnte.

### Allgemeine Verfolgung
Mit seinen sechs Schiffen, die sich nun auf offener See befanden, verschob sich der Vorteil eindeutig zu Sturdees Gunsten. Bei wolkenlosem Himmel, ruhiger See und maximaler Sicht konnte von Spee die Schlachtkreuzer am südöstlichen Horizont deutlich erkennen. Sturdees Plan war es, seine Hauptbewaffnung so schnell wie möglich in effektive Reichweite zu bringen und dann den Feind mit seinen 304-mm-Geschützen aus einer Entfernung zu beschießen, in der dessen eigene schwere Batterien unwirksam sein würden. Nach seinen eigenen Berechnungen würden die Schlachtkreuzer kurz nach 13:00 Uhr in optimaler Reichweite sein, worauf er Signal zur allgemeinen Verfolgung gab. Das deutsche Geschwader hatte bis dahin einen Vorsprung von etwa 9 km erreicht. Um 10:48 Uhr meldete die Glasgow Feind in Sicht. Sturdee, der sich dem Feind mit voller Geschwindigkeit näherte, erkannte, dass seine Panzerkreuzer zunehmend den Anschluss verloren, und befahl sowohl der Invincible als auch der Inflexible, ihre Geschwindigkeit auf 20 Knoten (37 km/h) zu reduzieren, wobei letztere an der Steuerbordseite des Flaggschiffs Stellung bezog. Die Glasgow hatte den Befehl, 5 Kilometer vor der Invincible zu bleiben, während die Carnarvon und die Cornwall angewiesen wurden, sich dem Flaggschiff mit der bestmöglichen Geschwindigkeit anzunähern. Trotz ihrer reduzierten Geschwindigkeit verringerte sich der Abstand, und die deutschen Schiffe waren nun in Sichtweite. Nachdem Sturdee beschlossen hatte, die Deutschen nicht sofort anzugreifen, gab er um 11:30 Uhr die Anweisung, dass die Schiffsbesatzungen zum Mittagessen unter Deck geschickt werden konnten. Sturdee hielt seine Geschwindigkeit von 20 Knoten, bis er um 12:20 Uhr sah, wie die Deutschen nach Steuerbord abdrehten und ihre Formation auflösten, als ob sie sich neuformieren wollten.

Er beschloss, den Augenblick zu nutzen, ließ seine Kreuzer zurück und beschleunigte auf 25 Knoten (46 km/h). Das deutsche Geschwader fuhr in zwei Abteilungen, zuerst die Gneisenau und die Nürnberg etwa 2.000 Meter vor ihm, dann die Scharnhorst mit dem Leichten Kreuzer Dresden an Backbord und die Leipzig in einiger Entfernung achtern. Als Reaktion auf Sturdees Geschwindigkeitserhöhung gab von Spee seinen eigenen Kapitänen ähnliche Befehle, und für einige Augenblicke vergrößerte sich der Abstand noch einmal, bis sein hinterstes Schiff zurückzufallen begann. Um 12:47 Uhr gab Sturdee das Signal zum Angriff und acht Minuten später eröffnete die Inflexible das Feuer auf die Leipzig aus einer Entfernung von 14.000 Metern. Die Invincible folgte unmittelbar danach. Beide Schiffe fuhren nun mit voller Geschwindigkeit, fast 27 Knoten (50 km/h). Von Spee stand nun vor der Wahl: Entweder er konnte versuchen, den Feind auf Distanz zu halten, bis die Nacht hereinbrach um in der Dunkelheit zu entkommen, oder er konnte die Unausweichlichkeit des Kampfes akzeptieren und hoffen, dass ein Glückstreffer das Überleben seines Geschwaders sichern würde. Für einen Offizier von von Spees Charakter und gesellschaftlicher Stellung gab es nur eine Option, und so signalisierte er seinen Kapitänen „Die Panzerkreuzer werden den Feind so lange wie möglich bekämpfen, die leichten Kreuzer sollen alle Anstrengungen unternehmen, um zu entkommen.“ Daraufhin drehten die Dresden, die Nürnberg und die Leipzig um 13:20 Uhr nach Süden ab, verfolgt von der Glasgow, der Cornwall und der Kent. Zur gleichen Zeit drehten die Scharnhorst und die Gneisenau nach Backbord ab und stellten sich damit direkt in den Weg der entgegenkommenden Schlachtkreuzer.

### Britische Schlachtkreuzer gegen deutsche Panzerkreuzer

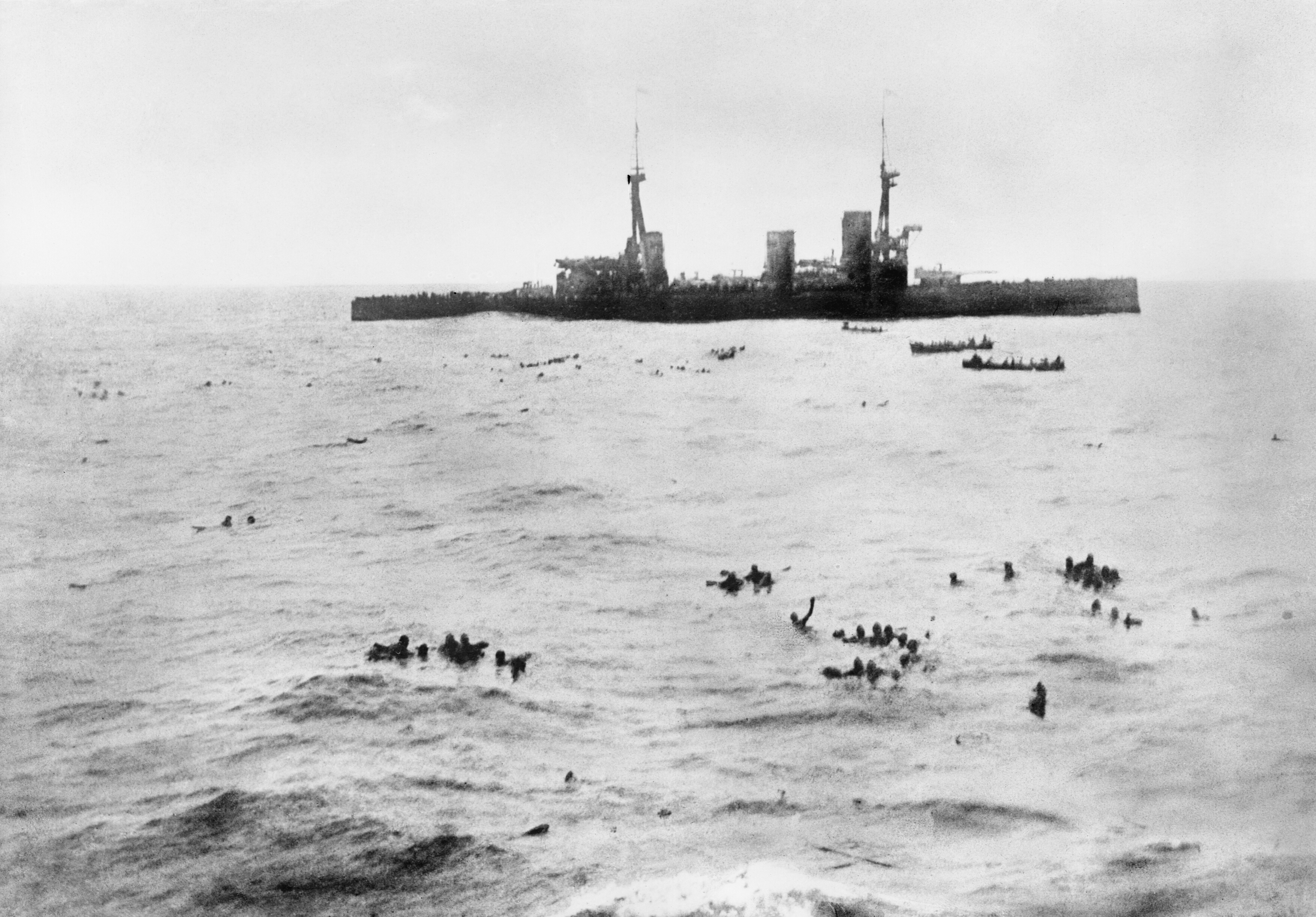
Die Inflexible bei der Rettung von Überlebenden der Gneisenau kurz nach 18 Uhr

Da die britischen Schlachtkreuzer mit Höchstgeschwindigkeit fuhren, wurde der von ihren Maschinen erzeugte Rauch in die Richtung des Feindes geblasen und bot der Scharnhorst und der Gneisenau ausreichend Deckung vor den Briten. Während von Spee nun versuchte, den Abstand für seine Hauptbewaffnung ausreichend zu verringern, drehten die britischen Schlachtkreuzer weiter nach Backbord, um den Vorteil ihrer schwereren Geschütze aufrechtzuerhalten. Um 13:30 Uhr befand sich von Spee auf einem parallelen Kurs zum Feind und gab den Befehl, das Feuer zu eröffnen. Die ersten Salven waren entweder zu kurz oder flogen über die britischen Schiffe hinweg, aber um 13:44 Uhr wurde die Invincible getroffen.
Admiral Sturdee befahl daher seinen Schlachtkreuzern, nach Backbord zu drehen und die Reichweite auf 14.000 Meter zu erhöhen. Um 14:00 Uhr war die Distanz auf 15.000 Meter angestiegen und das Feuer wurde eingestellt. Zehn Minuten später wendete von Spee erneut und unternahm einen zweiten Fluchtversuch. Sturdee ließ daraufhin sofort die Geschwindigkeit erhöhen, worauf sich der Abstand rapide verringerte. Um 14:45 Uhr, der Abstand war auf 13.000 Meter gesunken, eröffneten die Schlachtkreuzer das Feuer. Von Spee war nun klar, dass seine Schiffe den Schlachtkreuzern an Geschwindigkeit unterlegen waren. Das bedeutete, dass es keine taktische Möglichkeit mehr gab, vor dem Feind zu entkommen und in der frühen Abenddämmerung Schutz zu finden. Um kurz nach 15:00 Uhr wendete von Spee seine Schiffe erneut in Richtung des Feindes, um den Abstand zu verringern und seine 150-mm-Geschütze zum Einsatz zu bringen. Langsam verringerte sich der Abstand zwischen den Geschwadern und bei einem Abstand von 9.000 Metern eröffneten die Deutschen das Feuer. Die Briten erwiderten das Feuer und kurz darauf wurden sowohl die Invincible als auch die Scharnhorst getroffen.

Etwas weiter vom Feind entfernt wurde auch die Gneisenau schwer beschädigt, als ihr Steuerbord-Maschinenraum einen Volltreffer erhielt und dieser angesichts der tonnenschweren Wassermassen aufgegeben werden musste. Um 15:15 Uhr befahl Sturdee seinen beiden Schiffen eine volle Wende nach Backbord, um den Rauch, der seine Sicht behinderte, endlich zu vertreiben. Um 15:30 Uhr tauchten die beiden Kriegsschiffe schließlich aus dem Rauch auf und hatten zum ersten Mal in der Schlacht eine klare, ungehinderte Sicht auf ihre Kontrahenten. Von Spee, der durch Sturdees Manöver kurzzeitig verunsichert war, konterte mit einer weiteren Wende nach Steuerbord. Zu diesem Zeitpunkt hatten beide deutschen Schiffe bereits mehrere Treffer erhalten. Die Scharnhorst nahm Wasser auf, ihre Brücke, alle Masten und einer ihrer Schornsteine waren zerstört. Außerdem war ein großes Loch in ihr Heck gerissen worden. Auf der Gneisenau waren die 15-cm-Kasematten getroffen worden, ihr Funkraum war zerstört und zwei ihrer Kesselräume standen unter Wasser. In den nächsten 30 Minuten ging der Kampf weiter, wobei die Scharnhorst einen Treffer nach dem anderen einstecken musste. Dennoch gelang es ihr, die Invincible zu treffen. Eine 20,8-cm-Granate schlug in die Seitenpanzerung unter dem P-Turm der Invincible ein und riss ein 1 Quadratmeter großes Loch in die Stahlplatte, bevor sie in den Kohlebunker Nr. 5 einschlug, jedoch nicht explodierte. Um 16:00 Uhr hörten die Geschütze der Scharnhorst auf zu feuern, und nach einer kurzen Pause krängte sie plötzlich stark nach Backbord und sank etwa 15 Minuten später. Auf der Gneisenau hatte Maerker ein letztes Signal erhalten: „Wenn Ihre Maschinen noch intakt sind, fliehen Sie, wenn Sie dazu in der Lage sind.“ Da die Gneisenau immer noch feuerte, hatte Sturdee keine Gelegenheit, nach Überlebenden zu suchen. Weil der Rauch der Maschinen und Geschütze geradewegs zwischen die Invincible und die Deutschen trieb, drehte Sturdee nach Steuerbord ab. Sobald er freie Sicht hatte, begann er, die Gneisenau auf entgegengesetztem Kurs in einer Entfernung 9.000 Metern zu beschießen. Das britische Flaggschiff musste eine Reihe von Treffern einstecken und um 16:43 Uhr durchschlug eine Granate den Panzergürtel der Invincible, was zu einer erheblichen Überflutung führte.

Als die Invincible etwa zehn Minuten lang auf diese Weise weitergelaufen war, begann Admiral Sturdee, das Schiff wieder zu umrunden, als wolle er einen parallelen Kurs einschlagen. Da es aber offenbar schwierig war, genau zu sehen, was die Gneisenau tat, setzte er das Manöver fort, bis er fast westwärts und sich auf einem vom Feind divergierenden Kurs befand. Diese Bewegung ermöglichte es der Carnarvon und der Inflexible aufzuschließen. Zu diesem Zeitpunkt wurde der vorübergehende Vorteil, den Sturdee durch seine letzte Wende nach Backbord erlangt hatte, durch den neuen Geschützrauch, der nun alle drei Schiffe einhüllte, immer mehr zunichtegemacht. Um 16:45 Uhr frustriert, den Feind nicht richtig sehen zu können, scherte die Inflexible aus der Formation aus, um bessere Sicht auf den Feind zu haben. Bis dahin hatte sich die Entfernung auf 9.250 Meter verringert. Um 16:49 Uhr befahl Sturdee der Invincible und der Inflexible, sich auf Kernschussweite zu nähern. Eine britische Granate riss den vorderen Schornstein der Gneisenau weg, bevor eine deutsche Granate in den Bug der Invincible einschlug und die bereits beschädigte Panzerung weiter schwächte. Die britischen Schiffe kamen nun immer näher, und um 17:50 Uhr stoppte die Gneisenau nach weiteren Treffern. Maerker hatte befohlen, sein Schiff zu versenken. In den verbliebenen Maschinenräumen waren bereits mehrere Sprengladungen gezündet worden; die geladenen Torpedos waren abgefeuert und die Rohre für einströmendes Wasser offen gelassen worden. Langsam, fast schwerfällig, drehte sich die Gneisenau auf die Seite, und die überlebenden Besatzungsmitglieder begannen, sich einen Weg an die Außenseite des zerbrochenen Rumpfes zu bahnen. Inmitten der etwa 300 verbliebenen Männer rief Maerker ein dreifaches Hoch auf den Kaiser aus, und nach einem Refrain der Nationalhymne wurde der Befehl zum Verlassen des Schiffes gegeben. Kurz darauf begann das Schiff schließlich zu sinken.

### Britische Panzerkreuzer und Leichter KreuzerGlasgowgegen deutsche Kleine Kreuzer
Als die deutschen leichten Kreuzer gegen 13:25 Uhr abgedreht hatten, fuhren sie zunächst nach Süden. Zunächst blieben sie zusammen. Die Nürnberg im Zentrum, die Leipzig etwa 1,5 Kilometer entfernt an Steuerbord und die Dresden 6 Kilometer an Backbord voraus. Gegen 15:45 Uhr trennten sich die deutschen leichten Kreuzer von der Dresden und drehten nach Südwesten ab, während sich die anderen deutschen Schiffe nach Südosten wandten. Da die Cornwall und die Kent zu langsam waren, um zu folgen, und die Dresden bereits zu weit voraus war, verfolgten Glasgow und Cornwall die Leipzig, während die Kent die Verfolgung der Nürnberg aufnahm. Die Glasgow, die mit weniger als 25 Knoten fuhr, schloss schnell zur Cornwall und zur Kent auf und zog an ihnen vorbei. Um 14:58 Uhr befand sich die Glasgow 6 Kilometer vor der Cornwall und der Kent, und kurz darauf eröffnete sie aus einer Entfernung von 10.000 Metern das Feuer auf die Leipzig. Zwanzig Minuten nach der Eröffnung des Feuers erhielt die Leipzig ihren ersten Treffer. Eine Granate traf die Decksaufbauten und schlug durch das Oberdeck in einen Kohlebunker ein. Während der Verfolgung der Leipzig wurde jedoch auch die Glasgow getroffen, was sie zwang, ihre Distanz zu vergrößern, bis die Cornwall näher kam. Um 16:42 Uhr wurde die Leipzig von der Cornwall getroffen. Um 17:03 Uhr drehte die Cornwall nach Steuerbord und feuerte eine Breitseite auf die Leipzig und um 18:00 Uhr stand das Schiff in Flammen. Nachdem um 19:00 Uhr die gesamte Munition der Leipzig verschossen war, befahl Kapitän Haun, die Seeventile zu öffnen, bevor um 20:45 Uhr Befehl zum Verlassen des Schiffes gab. Einige der Seeleute sprangen ins Meer, ertranken aber bald im kalten Wasser, während das Schiff zu sinken begann.

#### NürnberggegenKent
Etwa 100 Kilometer südlich der Stelle, an der die Gneisenau untergegangen war, verfolgte die Kent die Nürnberg. Theoretisch wies sie einen Geschwindigkeitsvorteil von 2 Knoten (3,7 km/h) gegenüber der Kent auf und hatte einen Abstand von fast 15 Kilometern. Da ihre Maschinen jedoch in den letzten sechs Monaten nicht überholt worden waren, konnte die Kent langsam auf das deutsche Schiff aufschließen. Fast eine Stunde lang folgte sie der Nürnberg, bis diese gegen 17:00 Uhr aus einer Entfernung von 10.000 Metern das Feuer eröffnete. Neun Minuten später erwiderte die Kent das Feuer aus 9.000 Metern, konnte aber keinen Treffer erzielen. Die Lichtverhältnisse waren schlecht und beide Schiffe hatten Schwierigkeiten, auf diese Entfernung ein Ziel auszumachen. Die Kent erzielte jedoch zwei wirksame Treffer. Die Nürnberg hingegen konnte im gleichen Zeitraum nur einen Treffer landen. Gegen 17:35 Uhr explodierten zwei Kessel der Nürnberg kurz hintereinander, offenbar durch Überdruck aufgrund ihrer Fluchtversuche. Dadurch verringerte sich ihre Geschwindigkeit auf 19 Knoten (35 km/h). Die Kent holte nun sehr schnell auf ihren Gegner auf. Nachdem die Nürnberg um 17:45 Uhr erkannte, dass es keine Chance zur Flucht gab, änderte sie ihren Kurs um 90 Grad nach Backbord, während die Kent um 70 Grad nach Backbord abdrehte, was beide Schiffe auf gemeinsamen Kurs brachte. Mit abnehmender Distanz von 5.400 auf 2.700 Meter und dem gleichzeitigen Abfeuern aller Geschütze wurden beide Schiffe schwer beschädigt.
In kürzester Zeit brach auf dem deutschen Schiff ein Feuer aus, dem wenig später der Fall des Großmasts folgte. Auf der Kent schlugen mehrere Granaten in die Bordwand ein. Eine Granate zerbarst direkt vor der mittschiffs gelegenen Kasematte auf dem Hauptdeck, eine andere zerstörte den Fockmast. Um 18:05 Uhr brannte die Nürnberg an zwei oder drei Stellen und ihre Geschwindigkeit begann weiter zu sinken. Um 18:10 Uhr führte die Nürnberg ein plötzliches und unerwartetes Manöver durch, als wolle sie ihren Gegner rammen. Als Antwort auf dieses Manöver drehte die Kent auf einen nahezu entgegengesetzten Kurs. Von nun an vergrößerte sich der Abstand zwischen den beiden Schiffen allmählich. Um 18:36 Uhr stellten die Deutschen das Feuer ganz ein. Die Nürnberg deren gesamtes Vorschiff nun brannte, stoppte und begann zu krängen. Um 18:57 Uhr strich sie ihre Flagge. Die Kent ließ daraufhin zwei ihrer Boote zu Wasser. Als die Boote in Sichtweite kamen, erhielten die Männer nach einem dreifachen Hoch für den Kaiser die Erlaubnis, das Schiff zu verlassen. Um 19:27 Uhr begann die Nürnberg zu kentern und sank.

## Folgen
Der Leichte Kreuzer HMS Bristol und der Hilfskreuzer Macedonia fingen derweil die Kohlendampfer Baden und Santa Isabel ab und versenkten sie, nachdem die Besatzungen die Schiffe verlassen hatten. Lediglich das Lazarettschiff Seydlitz entkam in die Internierung nach Argentinien. Zwar hatte Sturdee das deutsche Ostasiengeschwader vernichtet, aber mit der erfolgreichen Flucht der Dresden war der Sieg unvollständig. In dem Glauben, das Schiff sei nach Westen geflohen, setzte er die Verfolgung mit der Invincible, der Inflexible und der Bristol in Richtung Feuerland fort. Als sich jedoch am 10. Dezember das Wetter verschlechterte und seine Schiffe kaum noch Kohle hatten, gab er den Befehl, die Verfolgung abzubrechen und zu den Falklandinseln zurückzukehren.

Am 15. Dezember verließ Sturdee die Falkland-Inseln in Richtung Gibraltar, wo die Invincible ins Trockendock ging, während er selbst zurückkehrte, wo er seiner Meinung nach als Held empfangen wurde. Von der Besatzung der Scharnhorst wurden alle 765 Männer getötet. Von der Gneisenau wurden 187 von 765 Männern gerettet. Von den 290 Mann der Leipzig starben bis auf 11 alle, und von den 320 Seeleuten der Nürnberg überlebten nur 7. Auf britischer Seite gab es 6 Tote und 19 Verwundete.